# Hara Konstantinou
Hara Konstantinou (Grieks: Χαρά Κωνσταντίνου) is een Cypriotisch zangeres.

## Biografie
Konstantinou is de jongere zus van Konstantina, die Cyprus vertegenwoordigde op het Eurovisiesongfestival 1983 in München. Veertien jaar later waagden Konstantinou en haar broer Andros hun kans tijdens de Cypriotische nationale preselectie, die het duo won. Hierdoor mochten broer en zus hun vaderland vertegenwoordigen op het Eurovisiesongfestival 1997 in de Ierse hoofdstad Dublin. Met Mana mou eindigden ze op de vijfde plek, tot op de dag van vandaag de beste Cypriotische prestatie ooit op het Eurovisiesongfestival. Na haar deelname aan het Eurovisiesongfestival bracht ze nog een plaat uit met als titel Sítima Sois, dat onder meer uitgebracht werd in Australië.
Korte tijd later verdween Konstantinou van het muzikale toneel.
1981: Island · 
1982: Anna Vissi · 
1983: Stavros & Konstandina · 
1984: Andy Paul · 
1985: Lia Vissi · 
1986: Elpida · 
1987: Alexia · 
1989: Fani Polymeri & Yiannis Savvidakis · 
1990: Haris Anastasiou · 
1991: Elena Patroklou · 
1992: Evridiki · 
1993: Zimboulakis & Van Beke · 
1994: Evridiki · 
1995: Alexandros Panayi · 
1996: Constantinos Christoforou · 
1997: Hara & Andreas Konstantinou · 
1998: Michalis Hatzigiannis · 
1999: Marlain · 
2000: Voice · 
2002: One · 
2003: Stelios Konstantas · 
2004: Lisa Andreas · 
2005: Constantinos Christoforou · 
2006: Annet Artani · 
2007: Evridiki · 
2008: Evdokia Kadi · 
2009: Christina Metaxa · 
2010: Jon Lilygreen & The Islanders · 
2011: Christos Mylordos · 
2012: Ivi Adamou · 
2013: Despina Olympiou · 
2015: Giannis Karagiannis · 
2016: Minus One · 
2017: Hovig · 
2018: Eleni Foureira · 
2019: Tamta · 
2021: Elena Tsagrinou · 
2022: Andromache · 
2023: Andrew Lambrou · 
2024: Silia Kapsis · 
2025: Theo Evan